# Oxystophyllum atropurpureum
Oxystophyllum atropurpureum är en orkidéart som beskrevs av Carl Ludwig von Blume. Oxystophyllum atropurpureum ingår i släktet Oxystophyllum och familjen orkidéer. Inga underarter finns listade i Catalogue of Life.